# Let It Be (album Laibacha)
Let It Be - 5. album zespołu Laibach, wydany w 1988 roku. Zawiera on przeróbki i utwory nawiązujące do piosenek the Beatles z płyty Let It Be. 

## Lista utworów
1. "Get Back" - 4:21
2. "Two of Us" - 4:05
3. "Dig a Pony" - 4:40
4. "I Me Mine" - 4:41
5. "Across the Universe" - 4:15
6. "Dig It" - 1:30
7. "I've Got a Feeling" - 4:30
8. "The Long and Winding Road" - 1:53
9. "One After 909" - 3:20
10. "For You Blue" - 5:24
11. "Maggie Mae" - 3:42

Tytuły utworów są takie same jak na oryginalnej płycie the Beatles.